# Anacampseros quinaria

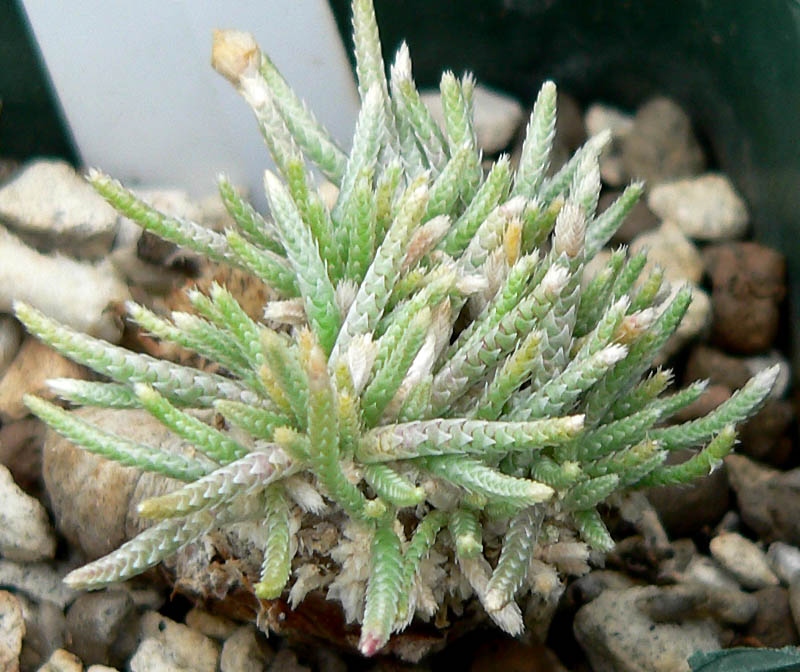
Anacampseros quinaria

Anacampseros quinaria és una espècie de planta amb flors del gènere Anacampseros dins la família de les anacampserotàcies.

## Descripció
És una planta suculenta nana, amb càudex normalment profundament arrelat, que treu brots a la superfície del sòl a l'hàbitat.
El càudex en forma de nap, carnós a una mica llenyós, aplanat per sobre, de 2,5 a 5 cm de diàmetre (sovint enterrat en temps de sequera) amb una corona esfèrica de fines branques de fins a 2,5 cm per sobre del terra. Tot i això, algunes plantes excepcionals que es troben a la natura superen els 10 cm de diàmetre i poden tenir diversos segles d'antiguitat.
Les branques són sub-terminals, nombroses, estèrils i portadores de flors, indivises, molt curtes, de 2 mm de gruix. Les tiges estèrils de 2 a 4 mm de llarg i les fèrtils de 8 a 12 mm de llarg, terete, de color platejat.
Les fulles són molt aplanades semi-orbiculars, completament amagades per les estípules.
Les estípules estan disposades en forma d'espiral i imbricades estretament de 5 superposicions, d'ampli ovat a triangular, senceres, no peludes a la base, escarioses com de paper, platejades amb taques marrons.
Les flors sobresortint de les estípules, són de color vermell carmí o rosa, de 1,2 a 1,5 cm de diàmetre i d'uns 6 mm de llarg. Sèpals ovats, obtusos, de 2 a 4 vegades més llargs que l'involucre. Autofèrtils, poden produir llavors fins i tot si només hi ha una planta.
En la subespècie Anacampseros quinaria subsp. alstonii les flors són blanques o en tons rosats, d'uns 3 cm de diàmetre.

## Distribució
Planta endèmica del sud-est de Namíbia fins Bushmanland i el nord-est de Namaqualand, a Sud-àfrica (Nama Karoo i Suculent Karoo).
Creix en planes i pendents seques sobre quarsita i sorra vermella, en condicions severes: sòl dur, exposició enlluernadora, poca pluja, en arbusts nans i estepes suculentes amb altres plantes suculentes nanes com Adromischus nanus i conophytum ssp. Està estès i no en perill d'extinció.

## Taxonomia
Tot i que la primera publicació sobre aquesta espècie correspon al botànic alemany Ernst Heinrich Friedrich Meyer (1791-1858), la primera descripció vàlida fou feta l'any 1940 a la publicació Annalen des Wiener Museums der Naturgeschichte pel botànic austríac Eduard Fenzl (1808-1879).
Aquesta espècie fou coneguda amb aquest nom fins al 1994, any en què el botànic anglès Gordon Douglas Rowley (1921-2019) va crear el gènere Avonia i la hi va incloure (Avonia quinaria). A partir de l'any 2010 va tornar al gènere Anacampseros i va passar a la família de les anacampserotàcies com a conseqüència de les investigacions de Reto Nyffeler i Urs Eggli publicades a la revista Taxon.

### Subespècies
Dins d'aquesta espècie es reconeixen les següents subespècies:
- Anacampseros quinaria subsp. alstonii (Schönland) Dreher
- Anacampseros quinaria subsp. quinaria

## Sinònims
A continuació s'enumeren els noms científics que són sinònims d'Anacampseros quinaria i de les seves subespècies.
- Sinònims homotípics d'Anacampseros quinaria:[1]

- Avonia quinaria (E.Mey. ex Fenzl) G.D.Rowley

- Sinònims homotípics de la subespècie Anacampseros quinaria subsp. alstonii[6]

- Anacampseros alstonii Schönland
- Avonia quinaria subsp. alstonii (Schönland) G.D.Rowley

- Sinònims heterotípics de la subespècie Anacampseros quinaria subsp. alstonii[6]

- Anacampseros trigona DC.

## Cultiu i usos
Apreciada pels amants dels càudex, que es pot fer sobresortir del terra uns 3 cm quan la planta ha crescut prou (8 a 12 anys o més).
Es reprodueix només de llavors, que s'han de plantar immediatament després de la recol·lecció, car perden viabilitat ràpidament.
Les arrels s'utilitzaven polvoritzades com a llevat per coure pa i també per preparar hidromel (cervesa de mel). Els tubercles frescos també s'utilitzaven per tractar la diabetis, triturant-los, bullint-los i beguts en ½ tassa de decocció.